# Mariela (nombre)
Mariela es un nombre de pila español femenino, su significado viene de la unión de María: La Elegida, y Estela: La Estrella. 

## Personas
- Mariela Alcalá, actriz y cantante venezolana.
- Mariela Alende O'Connell, cantante y videoartista española.
- Mariela Arvelo, poetisa, cuentista y novelista venezolana.
- Mariela Celis, locutora, presentadora, periodista, actriz y comediante venezolana.
- Mariela Castro, política y sexóloga cubana.
- Mariela Pérez Branger, reina de belleza venezolana.
- Mariela Magallanes, política venezolana.
- Mariela Marchisio, arquitecta, docente e investigadora argentina.
- Mariela Scarone, jugadora argentina de hockey sobre césped.
- Mariela Viteri, presentadora, locutora, directora de medios, filantrópica y actriz ecuatoriana.
- Mariela Vega, diseñadora gráfica e ilustradora mexicana.

## Mariela en otros idiomas
- En japonés: マリエラ
- En ruso: Мариела

- Datos: Q21401487
- Multimedia: Mariela (given name) / Q21401487